# Rhagoletis completa
Rhagoletis completa är en tvåvingeart som beskrevs av Cresson 1929. Rhagoletis completa ingår i släktet Rhagoletis och familjen borrflugor. Inga underarter finns listade i Catalogue of Life.

## Bildgalleri

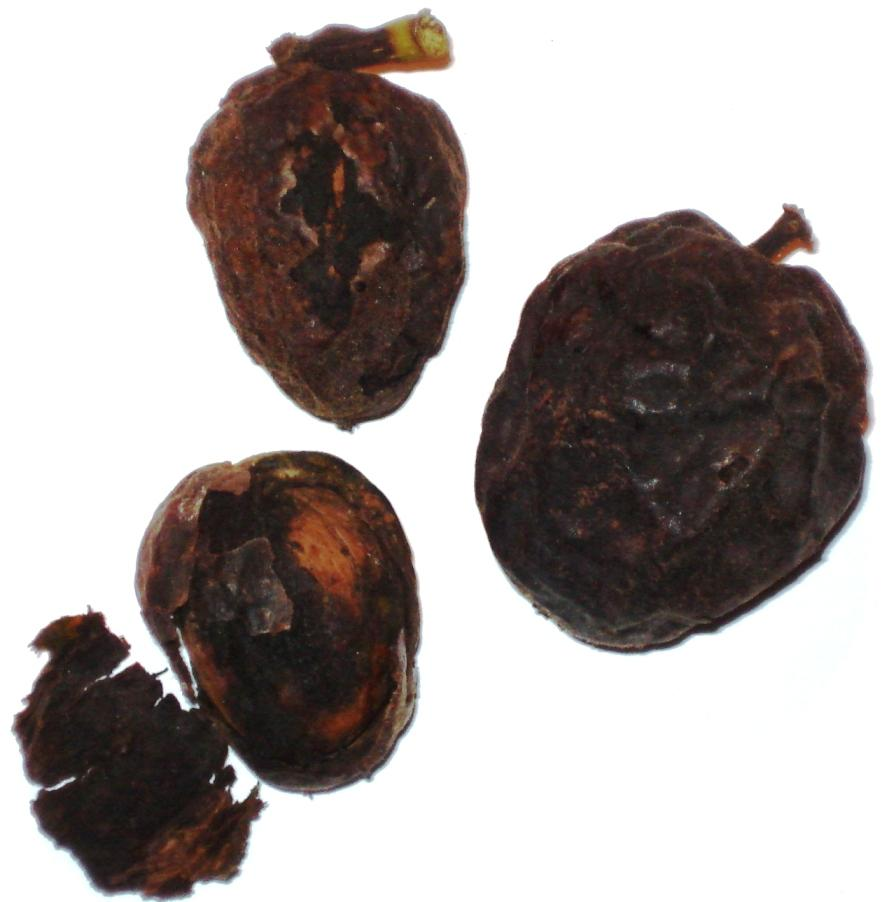